# John Dickinson
John Dickinson (Condado de Talbot, Maryland, 2 de noviembre de 1732-Wilmington, Delaware, 14 de febrero de 1808) fue un político y Padre de la Patria de Estados Unidos.

## Biografía
De religión cuáquera, Dickinson nació en Maryland en 1732 dentro de una familia de hacendados y cultivadores de tabaco y trabajó como terrateniente y abogado acumulando una notable fortuna. Implicado tempranamente en la política estadual de Pensilvania, fue un opositor moderado a la política del Imperio Británico con las Trece Colonias, se opuso a la Ley del sello de 1765 y actuó como delegado en la reunión de las colonias celebrada del 7 al 25 de octubre de 1765 en Nueva York.
Ante el enojo de los colonos por las leyes británicas que les imponían nuevos tributos, Dickinson en 1767 escribió sus Cartas de un granjero de Pensilvania, textos donde defendió las libertades de las Trece Colonias indicando que los poderes gubernativos de Gran Bretaña tenían límites respecto de sus colonias de América del Norte. 
Dickinson admitía que el Parlamento de Londres tuviera competencia sobre los asuntos que afectaban a la totalidad del Imperio Británico, pero terminaba insistiendo en que las cuestiones internas de cada colonia debían regularse por sus propios habitantes, lo cual generó una fuerte conmoción ideológica entre británicos y colonos, siendo que las Cartas fueron publicadas en Londres, Dublín, y París, haciendo famoso a Dickinson fuera de su tierra natal, siendo alabado por Pitt y Voltaire.
En los años 1774 y 1775 participó en los dos Congresos Continentales, como delegado de Pensilvania, oponiéndose a una solución violenta, y donde defendió la resolución pacífica de los problemas de las colonias con el gobierno del rey Jorge III y escribió, basándose en un borrador de Thomas Jefferson, la Declaration of the Causes and Necessity of Taking Up Arms (Declaración de las causas y la necesidad de tomar las armas) y, más tarde, la Olive Branch Petition (Petición de la rama de olivo), considerado como el último intento de evitar la Guerra de Independencia de los Estados Unidos mediante un acuerdo  pacífico entre colonos y autoridades británicas.
Dickinson fue acusado de lealista cuando en 1775 insistió ante sus colegas en que las Trece Colonias debían buscar influencias ante la corte de Londres, pidiendo acercamientos a los liberales whigs en lugar de proclamar una ruptura con Gran Bretaña. Al dificultarse la posibilidad de un entendimiento entre Gran Bretaña y las Trece Colonias a inicios de 1776, Dickinson volvió a pedir cautela a los demás miembros del Congreso, instando a buscar al menos un aliado poderoso en Europa (pudiendo ser Francia o España) antes de enfrentarse al poderío británico. 
Cuando la crisis precipitó la Declaración de Independencia de los Estados Unidos en julio de 1776, Dickinson mantuvo su oposición a esta decisión, pero alegando que no lo hacía por lealtad a Gran Bretaña sino porque consideraba que proclamar la independencia resultaba prematuro y apresurado, negándose a suscribir el documento. No obstante, se plegó a obedecer la decisión de la mayoría y siguió cumpliendo sus deberes en la milicia independentista de Pensilvania contra un ataque militar británico
Del 13 de noviembre de 1781 al 7 de noviembre de 1782 Dickinson ocupó el cargo de Presidente de Delaware, equivalente a la de Gobernador. El mismo puesto ocupó en el 18 de octubre de 1785 en Pensilvania. En 1793, se incorporó al Partido Demócrata-Republicano en el Senado de Delaware, de donde era miembro desde 1781.
El Dickinson College, de Carlisle (Pensilvania) fue nombrado así en su honor. En la Parte II de la serie de HBO de 2008 John Adams, basada en el libro de David McCullough, el papel de Dickinson fue interpretado por Zeljko Ivanek.